# Gare de Gontaud - Fauguerolles
Gare de Gontaud - Fauguerolles vasútállomás Franciaországban, Fauguerolles településen.

## Vasútvonalak
Az állomást az alábbi vasútvonalak érintik:
- Bordeaux–Sète-vasútvonal

## Kapcsolódó állomások
A vasútállomáshoz az alábbi állomások vannak a legközelebb: